# 마르크 바슈케
마르크 바슈케(독일어: Mark Waschke, 1972년 3월 10일 ~ )는 독일의 배우이다.

## 영화
- 왓 더즌트 킬 어스 (2018년)
- 쉘터 (2017년)
- 어 맨 언더 서스픽션 (2016년)
- 마이 굿 한스 (2015년)
- 버닝 소울즈 (2014년)
- 약속 (2013년) - 폴 역
- 16 오크스 (2012년)
- 바바라 (2012년) - 요르 역
- 썸머 윈도우 (2011년)
- 플레이오프 (2011년) - 악셀 역
- 파어어 (2011년) - 조지 역
- 하버만 (2010년)
- 시티 빌로우 (2010년)
- 내 말대로 해줘 (2009년) - 폴 역
- 부덴브루크가의 사람들 (2008년)
- 오후 (2007년)